# Юссі Галла-аго
Юссі Крістіан Галла-аго (фін. Jussi Kristian Halla-aho; нар. 27 квітня 1971, Тампере) — фінський вчений-філолог та яскравий політик-націоналіст, найпопулярніший сучасний політичний блогер, який веде сторінку Scripta.
Депутат Європейського парламенту (2014); раніше депутат Едускунти (парламенту Фінляндії), де був головою Адміністративного комітету парламенту; член організації Suomen Sisu. Доктор філософії, фахівець із старослов'янської мови.
Від червня 2017 року до серпня 2021 року — голова партії «Справжні фіни», що викликало розкол у парляментські фракції та створення нової партії «Нова альтернатива» у червні 2017 року.

## Ранні роки
Галла-аго виріс у Тампере, де жив до 24 років. Його мати з містечка Алаярві. У 1980-их він охоче мандрував зі своїм батьком — водієм автобуса — до Російської Федерації. Там він переконався у злочинності лівих ідей, назавжди залишившись пристрасним критиком комунізму та його різноманітних відгалужень у сучасній Фінляндії.
У юності працював офіціантом.

## Наукова діяльність
1995—2000 роках навчався в Гелсінському університеті, де залишився викладати церковно-слов'янську мову на факультеті слов'янських та балтійських досліджень. 2006 отримав ступінь доктора філософії, захистивши дослідження про історичну морфологію церковно-слов'янської мови. Також виявляв інтерес до індо-європейської лінгвістики. Його праці використовується в Гельсінському університеті.

## Політична кар'єра
Вперше обраний у 2008 році депутатом міського парламенту Гельсінкі за списком партії «Справжні фіни», а 2011 — депутатом Едускунти.
У 2014 році Галла-аго обраний до Європейського парламенту, при чому його особистий результат був другим за популярністю серед кандидатів від Фінляндії (80,772 голосів).
16 січня 2015 року оголосив про своє рішення відмовитися від участи у парляментських виборах у депутати Едускунти, залишившись депутатом Європарламенту.
Оголосив про свій намір повернутися до фінської політики і взяти участь у муніципальних виборах 2017, а також у виборах на посаду голови «Справжніх фінів» та Вибори до Європейського парляменту Фінляндії 2019.
10 червня 2017 року на партійних зборах у Ювяскюля обраний новим головою партії Справжні фіни, змінивши на цій посаді Тімо Сойні.
Після його обрання партія розкололася.

## Ідеологія
Висловлюється за посилення фінської імміграційної політики, пропонуючи змінити умови отримання фінського громадянства таким чином, щоб громадянства можна було й позбавити. Також пропонує подумати про доцільність системи квот для біженців і запровадження обліку витрат державних коштів на потреби іммігрантів за національними групами.
У 2008 році у своєму блозі в соцмережах стверджував, що «Іслам — це педофільська релігія» і що «грабіж та життя за рахунок коштів платників податків» — національна якість сомалійців. Через це політик був засуджений судами першої і другої інстанції за статтею КК «Образа релігійних переконань». І засуджений до покарання у розмірі 30 добових штрафів.
У 2012 році до вердикту додалася стаття «розпалювання етнічної ненависті», і покарання збільшено до 50 добових штрафів. Верховний Суд Фінляндії також змусив політика прибрати деякі заяви із свого блогу.
15 вересня 2011 року тимчасово виключений з парламентської фракції партії Справжніх фінів. Причиною відставки стали промови політика відносно грецької кризи, про яку він написав у фейсбуці, що «Для Греції потрібна військова хунта з тим, щоби танками придушити бунтівних робітників».. Пізніше Галла-аго відмовився від своїх слів.

## Нагороди
- Орден князя Ярослава Мудрого II ст. (Україна, 4 вересня 2023) — за вагомий особистий внесок у зміцнення міждержавного співробітництва, підтримку державного суверенітету та територіальної цілісності України, популяризацію Української держави у світі[9]